# Никифоров Анатолій Олександрович
Анато́лій Олекса́ндрович Ники́форов (28 липня 1905, місто Іваново-Вознесенськ Владимирської губернії, тепер  місто Іваново, Російська Федерація — 23 січня 1994, місто Москва, Російська Федерація) — радянський діяч органів державної безпеки, генерал-лейтенант. Депутат Верховної Ради УРСР 2-го скликання.

## Біографія
Трудову діяльність розпочав у 1920 році у палітурній майстерні міської друкарні. З 1923 року — служба у Робітничо-селянській Червоній армії.
З 1926 р. — служба у військах ОДПУ, прикордонних військах НКВС СРСР.
Член ВКП(б) з 1928 року.
У 1930 році брав участь у придушенні повстань українських селян на Волині. У 1934 році служив командиром курсу перепідготовки командного складу запасу прикордонних війську у польових умовах при 1-й школі прикордонної і внутрішньої охорони НКВС імені Ворошилова у місті Ново-Петергофі. Був помічником начальника штабу Управління прикордонних військ НКВС округу.
У червні 1939 — червні 1946 р. — начальник Управління прикордонних військ НКВС Хабаровського округу.
У червні 1946 — грудні 1947 р. — начальник Управління прикордонних військ МВС Українського округу.
У 1947—1950 р. — слухач Вищої військової академії Генштабу імені Ворошилова.
У серпні 1950 — березні 1952 р. — начальник Управління прикордонних військ МДБ Казахського округу.
У березні 1952 — березні 1953 р. — заступник начальника Військового інституту МДБ СРСР — начальник кафедри служби і бойового використання військ. У березні 1953 — січні 1954 р. — заступник начальника Військового інституту МВС СРСР — начальник кафедри служби і бойового використання військ.
У січні 1954 — вересні 1955 р. — заступник начальника Управління прикордонних військ МВС Білоруського округу.
У вересні 1955 — квітні 1957 р. — начальник Управління прикордонних військ МВС Прибалтійського (Західного) округу. У квітні 1957 — червні 1959 р. — начальник Управління прикордонних військ КДБ Прибалтійського округу.
З червня 1959 р. — на пенсії у місті Москві. Похований на Троєкурівському цвинтарі.

## Звання
- майор
- комбриг (15.05.1939)
- генерал-майор (4.06.1940)
- генерал-лейтенант (15.07.1957)

## Нагороди
- орден Леніна
- п'ять орденів Червоного Прапора
- орден Вітчизняної війни 1-го ст.
- орден Червоної Зірки
- орден Знак Пошани
- медалі